# Pavonia dentata
Pavonia dentata är en malvaväxtart som beskrevs av Burtt Davy. Pavonia dentata ingår i släktet påfågelsmalvor, och familjen malvaväxter. Inga underarter finns listade i Catalogue of Life.